# 伊萬尼夫卡 (斯瓦托韋區)
49°18′54″N 38°21′22″E / 49.31500°N 38.35611°E
伊萬尼夫卡（烏克蘭語：Іванівка）是位於烏克蘭東部的村莊，由盧漢斯克州斯瓦托韋區的斯瓦托韋市鎮負責管轄。該村始建於1951年，面積0.001平方公里，海拔高度128米，2001年人口15，人口密度每平方公里15,000人。